# Grupo de Exércitos C

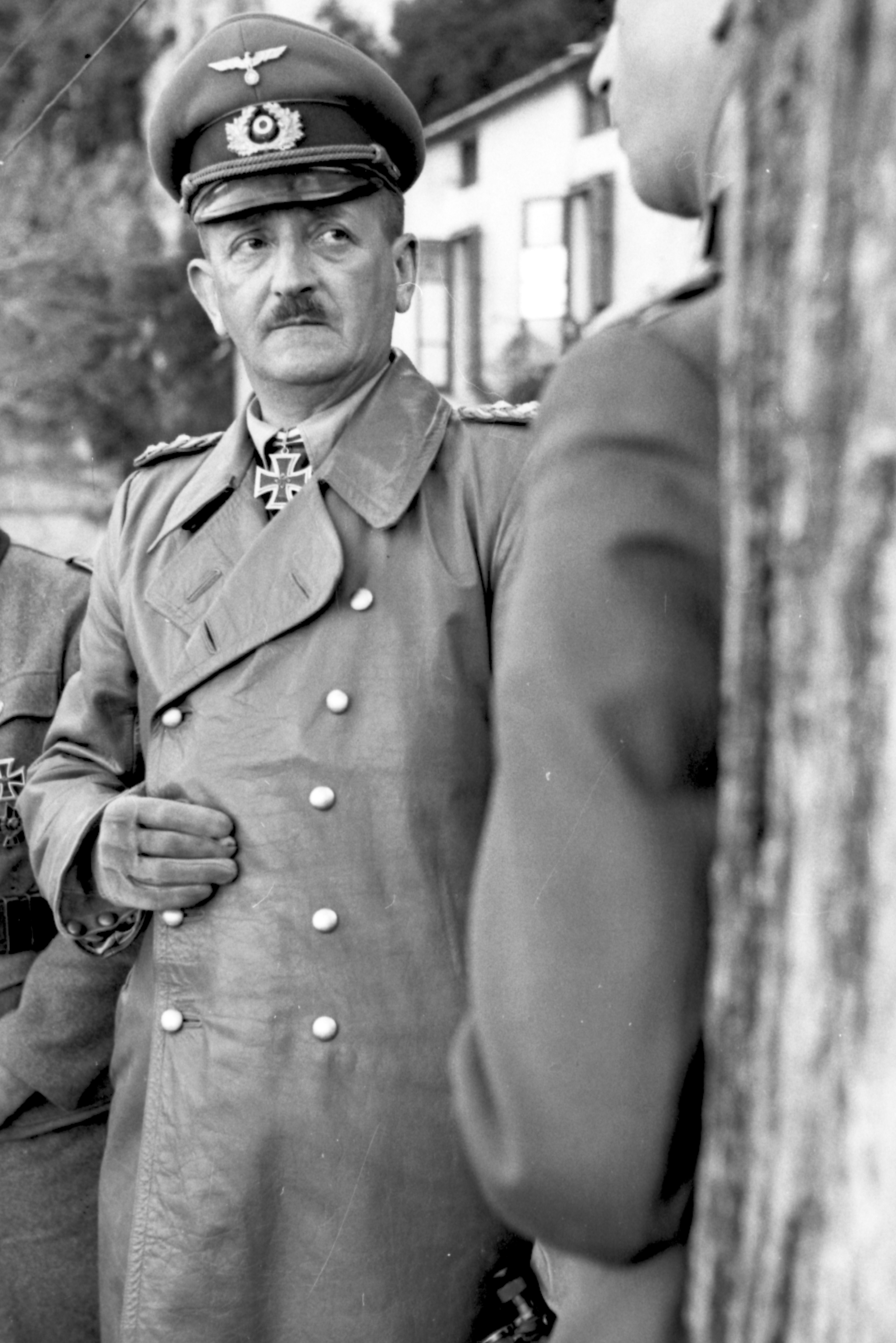
Heinrich von Vietinghoff

Grupo de Exércitos C foi uma formação de Exércitos da Wehrmacht durante a Segunda Guerra Mundial. Foi criado em 26 de Agosto de 1939, sem, no entanto, participar da invasão da Polônia. Em maio 1940, tomou parte na invasão da França, onde ficou responsável por atacar a Linha Maginot. Ainda no conflito, algumas unidades suas foram empregadas mais ao noroeste, na travessia do Somme. Para a Operação Barbarossa, o grupo foi renomeado para Grupo de Exércitos Norte. Na invasão, o grupo teria como objetivo cruzar o rio Duína e tomar Leningrado. Em junho de 1941, integrado com outros grupos, foi rebatizado como Grupo de Exércitos Norte.
Outro Grupo de exércitos foi ativado com este nome, em 26 de novembro de 1943, e colocado no comando da "frente sudoeste", Campanha da Itália. Em 02 de maio de 1945 o Grupo de Exércitos C se rendeu ao comando Aliado na Itália.

## Comandantes
| Comandante                                   | Data                                           |
| -------------------------------------------- | ---------------------------------------------- |
| Generalfeldmarschall Wilhelm Ritter von Leeb | 26 de Agosto de 1939 - 21 de Junho de 1941     |
| Generalfeldmarschall Albert Kesselring       | 26 de Novembro de 1943 - 23 de Outubro de 1944 |
| Generaloberst Heinrich von Vietinghoff       | 24 de Outubro de 1944 - 15 de Janeiro de 1945  |
| Generalfeldmarschall Albert Kesselring       | 15 de Janeiro de 1945 - 9 de Março de 1945     |
| Generaloberst Heinrich von Vietinghoff       | 10 de Março de 1945 - 29 de Abril de 1945      |
| General der Infanterie Friedrich Schulz      | 29 de Abril de 1945 - 2 de Maio de 1945        |
| Generaloberst Heinrich von Vietinghoff       | 2 de Maio de 1945 - 2 de Maio de 1945          |

## Chiefs of Staff
- Generalmajor Georg von Sodenstern  (26 de Agosto de 1939 - 5 de Fevereiro de 1940)
- Generalleutnant Hans-Gustav Felber  (5 de Fevereiro de 1940 - 25 de Outubro de 1940)
- Generalleutnant Kurt Brennecke (25 de Outubro de 1940 - 21 de Junho de 1941)
- Generalleutnant Siegfried Westphal  (26 de Novembro de 1943 - 5 de Junho de 1944)
- General der Panzertruppe Hans Röttiger  (5 de Junho de 1944 - 2 de Maio de 1945)
- Generalleutnant Fritz Wentzell  (29 de Abril de 1945 - 2 de Maio de 1945)
- General der Panzertruppe Hans Röttiger (2 de Maio de 1945 - 2 de Maio de 1945)

## Oficiais de Operações (Ia)
- Oberst Vincenz Müller (26 de Agosto de 1939 - 20 de Dezembro de 1940)
- Oberst Paul Reinhold Herrmann (20 de Dezembro de 1940 - 21 de Junho de 1941)
- Oberst Dietrich Beelitz (1 de Dezembro de 1943 - 1 de Novembro de 1944)
- Oberstleutnant Josef Moll (1 de Novembro de 1944 - 2 de Maio de 1945)

## Ordens de Batalha

### Batalha da França - Maio de 1940
Comandante: Generalfeldmarschall Wilhelm Ritter von Leeb
- Reservas do Grupo de Exército
- 1º Exército — Generaloberst Erwin von Witzleben
  - XII Corpo
  - XXIV Corpo de Exército
  - XXX Corpo
  - XXXVII Corpo
- 7º Exército — Gen.d.Art. Friedrich Dollmann
  - XXV Corpo
  - XXXIII Corpo

### Operação Leão Marinho- Agosto de 1940
Comandante: Generalfeldmarschall Wilhelm Ritter von Leeb
- 6º Exército — Generalfeldmarschall Walther von Reichenau
  - 2º Corpo de Exército
  - Corpo Aéreo General Karl Student

### Operação Barbarossa- Junho de 1941
Comandante: Generalfeldmarschall Wilhelm Ritter von Leeb
- 18º Exército — Generaloberst von Kuchler
  - XXXVIII Corpo
  - XXVI Corpo
- 4º Panzergruppe — Generaloberst Hoepner
  - XXXXI Corpo Panzer
  - LVI Corpo Panzer
- 6º Exército — Generaloberst Busch
  - II Corpo de Exército
  - X Corpo
  - XXVIII Corpo

### Campanha da Itália1944-1945
Comandantes:
Generalfeldmarschall Albert Kesselring (até 25 de outubro de 1944, de janeiro de 1945 até 09 março de 1945)
General Heinrich von Vietinghoff (a partir de 25 outubro de 1944 até janeiro de 1945 e de 9 de março 1945)
- 10º Exército Alemão
  - LXXVI Corpos Panzer
    - 1ª Divisão de Paraquedistas
    - 5ª Divisão de Montanha'
    - 71ª, 162ª e 278ª Divisões de Infantaria (DI)

  - LI Corpos de Montanha:
    - 44ª Divisão de Granadeiros
    - 114ª Divisão de Caçadores
    - 232ª, 305ª, 334ª e 715ª DIs

- 14º Exército Alemão
  - I Corpo de Paraquedistas
    - 4ª Divisão de Paraquedistas
    - 356ª e 362ª DIs

  - XIV Corpo Panzer
    - 16ª Divisão Waffen-SS Panzergrenadier
    - 26ª Divisão Panzer
    - 65ª DI
    - 1ª DI Bersaglieri "Italia".

- Grupo de Exército da Ligúria
  - 34ª DI
  - 42ª Divisão de Caçadores
  - 2ª Divisão de Fuzileiros "San Marco"
  - 4ª Divisão Alpina "Monterosa"

- Unidades Autônomas
  - LXXV Corpos
    - 90ª PanzerGrenadier
    - 148ª DI de Reserva
    - 157ª Divisão de Montanha
    - Unidades Paramilitares Fascistas Italianas

  - Comando da Costa Adriática:
    - 94ª DI
    - 188ª Divisão de Montanha

- Unidades de Reserva
  - 20ª Divisão de Assalto (Luftwaffe)
  - 29ª PanzerGrenadier